# Altınkaya, Aksaray
Altınkaya là một thị trấn thuộc huyện Aksaray, tỉnh Aksaray, Thổ Nhĩ Kỳ. Dân số thời điểm năm 2010 là 1.925 người.